# 1992 na ciência

## Eventos
- Rio 92 - Grande conferência mundial sobre o meio ambiente realizada no Rio de Janeiro.

## Nascimentos
| Data | Nome | Profissão | Nacionalidade | Observações | Ref |
| ---- | ---- | --------- | ------------- | ----------- | --- |

## Mortes
| Data            | Nome                                | Profissão                                                        | Nacionalidade   | Observações                                                                                      | Ref               |
| --------------- | ----------------------------------- | ---------------------------------------------------------------- | --------------- | ------------------------------------------------------------------------------------------------ | ----------------- |
| 1 de janeiro    | Grace Hopper                        | analista de sistemas                                             | Estados Unidos  | n. 1906                                                                                          |                   |
| 22 de janeiro   | Luís de Albuquerque                 | historiador e professor de matemática e de engenharia geográfica | Portugal        | n. 1917                                                                                          |                   |
| 30 de janeiro   | George Temple                       | matemático, físico e monge                                       | Reino Unido     | n. 1901 Medalha Sylvester 1970                                                                   | [ 1 ]             |
| 13 de fevereiro | Nikolai Bogoliubov                  | matemático e físico teórico                                      | União Soviética | n. 1909 Medalha Dirac 1992 Medalha Max Planck 1973 Medalha de Ouro Lomonossov 1984               | [ 2 ] [ 3 ] [ 4 ] |
| 21 de fevereiro | Inge Lehmann                        | geofísica                                                        | Dinamarca       | n. 1888                                                                                          |                   |
| 23 de março     | Friedrich Hayek                     | economista                                                       | Áustria         | n. 1899                                                                                          |                   |
| 8 de abril      | Daniel Bovet                        | farmacêutico e fisiologista                                      | Suíça / Itália  | n. 1907 Nobel de Fisiologia ou Medicina 1957                                                     | [ 5 ]             |
| 10 de abril     | Peter Mitchell                      | químico                                                          | Reino Unido     | m. 1920 Nobel da Química 1978                                                                    | [ 6 ]             |
| 27 de abril     | Olivier Messiaen                    | compositor, organista e ornitologista                            | França          | n. 1908                                                                                          |                   |
| 27 de abril     | Gerard Kitchen O'Neill              | astrofísico                                                      | Estados Unidos  | n. 1927                                                                                          |                   |
| 30 de maio      | Antoni Zygmund                      | matemático                                                       | Polónia         | n. 1900 Prémio Leroy P. Steele 1979                                                              | [ 7 ]             |
| 10 de junho     | Morris Kline                        | professor de matemática e historiador de matemática              | Estados Unidos  | n. 1908                                                                                          |                   |
| 4 de julho      | Francis Henri Jean Siegfried Perrin | físico                                                           | França          | n. 1901                                                                                          |                   |
| 19 de julho     | Allen Newell                        | cientista de computação e psicólogo                              | Estados Unidos  | n. 1927 Prémio Turing 1975                                                                       | [ 8 ]             |
| 2 de setembro   | Barbara McClintock                  | geneticista                                                      | Estados Unidos  | n. 1902 Nobel de Fisiologia ou Medicina 1983 Prémio Albert Lasker de Pesquisa Médica Básica 1981 | [ 5 ] [ 9 ]       |
| 28 de setembro  | António Rodrigo Pinto da Silva      | botânico                                                         | Portugal        | n. 1912                                                                                          |                   |
| 21 de outubro   | James Johnston Stoker               | matemático                                                       | Estados Unidos  | n. 1905 Medalha Timoshenko 1970                                                                  | [ 10 ]            |
| 27 de outubro   | David Bohm                          | físico                                                           | Estados Unidos  | n. 1917                                                                                          |                   |
| 5 de novembro   | Jan Hendrik Oort                    | astrônomo e astrofísico                                          | Países Baixos   | n. 1900 Prémio Kyoto 1987                                                                        | [ 11 ]            |
| 29 de novembro  | Jean Dieudonné                      | matemático                                                       | França          | n. 1906 Prémio Leroy P. Steele 1971                                                              | [ 7 ]             |
| ??              | Nunjo Finkel                        | neurologista                                                     | Brasil          | n. 1926                                                                                          |                   |

## Prémios

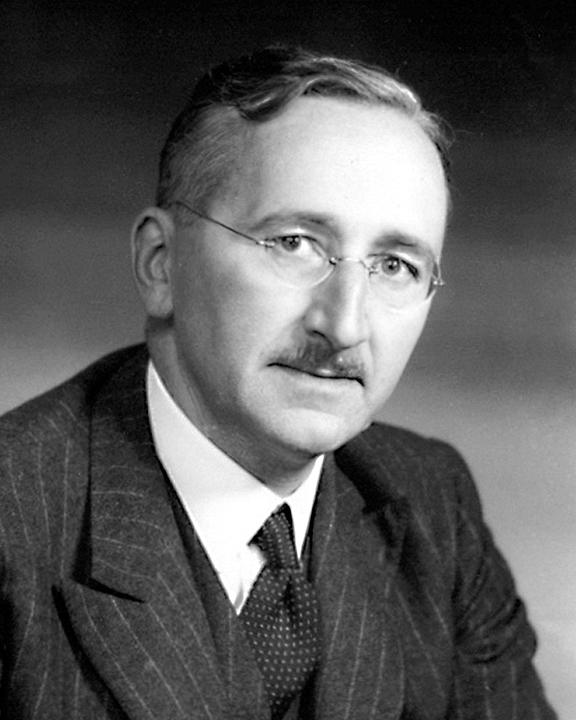
Friedrich Hayek
1899 - 1992

Medalha Albert Einstein
- Peter Bergmann[12]

Medalha Arthur L. Day
- Susan Werner Kieffer[13]

Medalha Bruce
- Maarten Schmidt[14]

Medalha Copley
- George Porter[15]

Medalha Davy
- A Carrington[16]

Medalha Guy
- prata - Robert Curnow[17]
- bronze - C. Jennison[18]

Medalha Hughes
- Michael Seaton[19]

Medalha Lavoisier (SCF)
- Marc Julia[20] e Raymond Wey[20]

Medalha Lobachevsky
- Aleksandr P. Norden[21]

Medalha Penrose
- John Frederick Dewey[22]

Medalha Real
- David Tabor[23], Anthony Epstein[23] e Simon Donaldson[23]

Prémio Nobel
- Física - Georges Charpak[24]
- Química - Rudolph A. Marcus[6]
- Medicina - Edmond H. Fischer[5], Edwin G. Krebs[5]
- Economia - Gary S. Becker[25]

Prémio Turing
- Butler Lampson[8]

Prémio Wolf de Física
- Joseph Hooton Taylor Jr.[26]

Prémio Wolf de Matemática
- Lennart Carleson e John Griggs Thompson[27]

Prémio Wolf de Medicina
- Judah Folkman[28]